# François Bozizé
François Bozizé, född 14 oktober 1946 i Mouila, Gabon, är en centralafrikansk officer och politiker som var president i Centralafrikanska republiken från 15 mars 2003 till mars 2013. Han tog genom en militärkupp över makten 2003 efter den förre presidenten Ange-Félix Patassé, och i mars 2013 störtades Bozizé själv av rebeller.
Bozizé stod i opposition till André Kolingbas militära styre 1981-1993, och tvingades gå i exil i Togo efter en misslyckad militärkupp 1983. Han var presidentkandidat 1993, men nådde inte fram. I stället blev han generalstabschef hos den nye presidenten Patassé, och slog ner flera kuppförsök mot honom. Han avsattes som generalstabschef, och deltog därefter själv i ett kuppförsök 2001. Efter kuppförsöket flydde Bozizé till Tchad, där han byggde upp en militär styrka. Våren 2003 ryckte han in i Centralafrikanska republiken och avsatte presidenten. Han tog själv över som president, och utnämnde en övergångsregering där han även var försvarsminister.
Vid de ordinarie valen 2005 valdes Bozizé till president med omkring 65 % av rösterna i andra valomgången. I mars 2013 störtades han av rebeller och flydde till Demokratiska republiken Kongo.